# بخش انجاو
بخش انجاو (به انگلیسی: Anjaw district) یک منطقهٔ مسکونی در هند است که در آروناچال پرادش واقع شده‌است. بخش انجاو ۶٬۱۹۰ کیلومتر مربع مساحت و ۲۱٬۰۸۹ نفر جمعیت دارد.